# Sofiologia

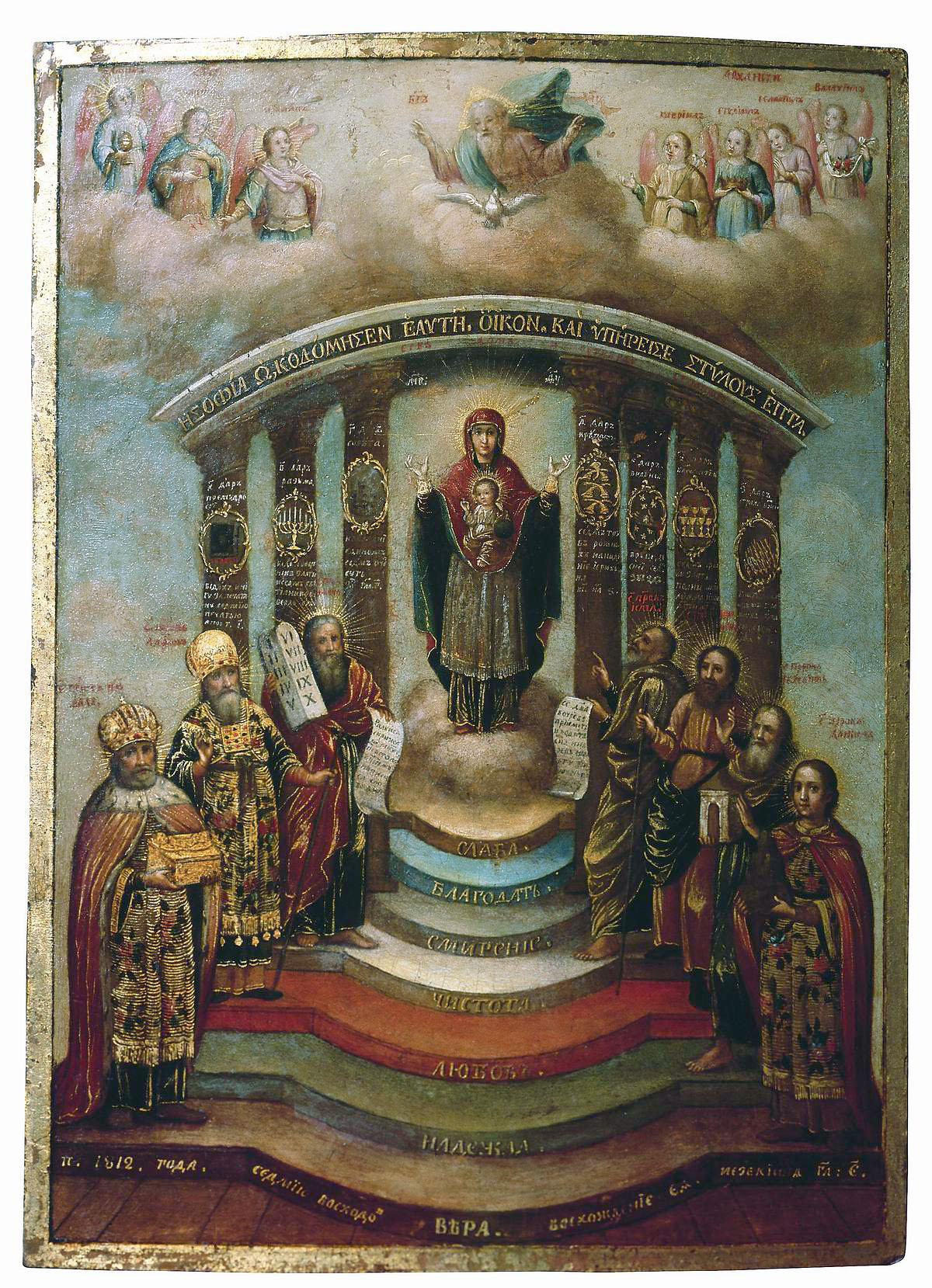
Iconografia Russa, Sophia, a Sagrada Sabedoria, 1812.

Sofiologia (do grego Σοφία "Sabedoria") (em russo София) é um conceito filosófico relativo à Sofia (Sabedoria), bem como um conceito teológico referente à Sabedoria de Deus. A sofiologia possui suas origens na tradição helênica, no platonismo, no gnosticismo, na patrística; suas derivações no misticismo cristão (Hildegard de Bingen (1098-1179), Jakob Böhme (1575–1624), Jane Leade (1624-1704)), no cristianismo esotérico (Rosacrucianismo), Igreja Ortodoxa. É principalmente a partir da influência böhmenista que reaparece em Franz von Baader e Friedrich Schelling e, muito inspirados por estes e pela patrística, nos teólogos russos dos séculos XIX e XX (Sergei Bulgakov através da influência de Vladimir Solovyov, Nicolas Berdiaev), na espiritualidade da Nova Era, bem como no feminismo contemporâneo. Alguns vêem Sophia como uma divindade por si só. Alguns interpretam-na como representando a Noiva de Cristo, outros como o aspecto feminino de Deus que representa a sabedoria (Provérbios 8 e 9).

### Iconografia e Imagens de Sophia (Sabedoria Divina)
- «Icon of Sophia, the Wisdom of God» (em inglês) - Texto sobre a Iconografia de Sophia

### Filme
- «Hartley Film Foundation, Sophia: Secret Wisdom» (PDF) (em inglês) - Projeto filmográfico relativo ao tema da Sabedoria Divina

### Textos e ensaios relativos à Sophia
- «Gregorios Wassen, Introduction to Sophiology» (em inglês)
- «Gregorios Wassen, The Divine Sophia in the Holy Trinity» (em inglês)
- «Gregorios Wassen, Sophia in Fr. Sergius Bulgakov's Theological Thought» (em inglês)
- «Jonathan Seiling, Kant's Third Antinomy and Spinoza's Substance in the Sophiology of Florenskii and Bulgakov» (em inglês)
- «Joseph H. J. Leach, Parallel Visions - A consideration of the work of Pavel Florensky and Pierre Teilhard de Chardin» (em inglês)
- «Cambridge Institute for Orthodox Christian Studies, The Figure of Wisdom in the Patristic Tradition» (em inglês)

### Textos relativos à sofiologia
BADIA, Denis Domeneghetti e PAULA CARVALHO, José Carlos de. Pessoa, Grupos e Comunidade: o personalismo ontológico de N. Berdiaev, suas ampliações na antropologia hermenêutica e na educação fática. São Paulo: Plêiade, 2002.